# Actinote sodalis
Actinote sodalis är en fjärilsart som beskrevs av Butler 1877. Actinote sodalis ingår i släktet Actinote och familjen praktfjärilar. Inga underarter finns listade i Catalogue of Life.